# 前門駅 (中国国鉄)
前門駅（ぜんもんえき、チェンメンヂャン）は、かつて中華人民共和国・北京市の正陽門の西側にあった中華人民共和国鉄道部京漢線の鉄道駅である。当初は「正陽門西駅」と称した。

## 概要
1901年、義和団の乱鎮圧のため出兵したフランス軍により物資輸送用に建設された。当初は「正陽門西駅」と称した。門の東にはイギリス軍が建設した正陽門東駅（正陽門駅）があった。
日中戦争中は日本が利権を持つ華北交通に組み込まれた。華北交通は正陽門駅にターミナル駅を集約したため、長距離列車の発着が無くなった。第二次世界大戦後は国鉄の貨物駅として細々と営業していたが、環状道路建設のため廃駅となった。駅はすべて取り壊され、痕跡は残っていない。

## 歴史
- 1901年：平漢鉄路を延伸する形で開業。
- 1941年前後：長距離列車の発着を正陽門駅に変更。
- 1957年：京漢鉄路長辛店 - 前門間廃止。